# Enola Holmes 2
Enola Holmes 2 is een Britse dramafilm uit 2022 van Harry Bradbeer met in de hoofdrol Millie Bobby Brown, die ook de film geproduceerd heeft. De film is het vervolg op de in 2020 uitgebrachte film Enola Holmes.
Op 4 november 2022 beleefde Enola Holmes 2 zijn première op Netflix.

## Verhaal
Het verhaal speelt zich tegen de achtergrond van een staking in 1888 bij een luciferfabriek. Van twee zusjes die daar werken, wordt er een vermist. Enola neemt de zaak aan en infiltreert in de fabriek waar de jongedame werkzaam was. Het duurt niet lang voordat Enola een enorme samenzwering op het spoor is, maar zodra de lokale politie bij de zaak betrokken raakt - onder leiding van de buitengewoon bedreigende inspecteur Grail - ontdekt zelfs onze capabele heldin dat ze een beetje hulp nodig heeft van haar broer Sherlock en hun ongrijpbare moeder Eudoria.

## Rolverdeling
- Enola Holmes: Millie Bobby Brown
- Sherlock Holmes: Henry Cavill
- Eudoria Holmes: Helena Bonham Carter
- Lord Tewkesbury: Louis Partridge
- Grail: David Thewlis
- Edith: Susan Wokoma
- Lestrade: Adeel Akhtar
- Mira Troy: Sharon Duncan-Brewster
- Cicely: Hannah Dodd
- Mae: Abbie Hern
- William Lyon: Gabriel Tierney
- Bessie Chapman: Serrana Su-Ling Bliss
- Hilda Lyons: Róisín Monaghan
- Henry Lyon: David Westhead
- Young Enola: Sofia Stavrinou
- Dr. Watson: Himesh Patel
- Agatha Gowerdale: Catriona Chandler
- Mr. Bill Crouch: Lee Boardman
- Charles McIntyre: Tim McMullan
- Sgt. Beeston: Tony Lucken